# Sigolsheim
Sigolsheim korábbi község Franciaországban, Haut-Rhin megyében. Lakosainak száma 1260 fő (2018. január 1.). Sigolsheim Ammerschwihr, Kientzheim, Mittelwihr, Bennwihr és Colmar községekkel határos.
2016. január 1-jén Kaysersberg és Kientzheim korábbi községgel egyesült és az így létrejött Kaysersberg Vignoble új község része lett.

## Népesség
A település népessége az elmúlt években az alábbi módon változott:
| Lakosok száma | 887  | 900  | 946  | 946  | 931  | 1199 | 1195 | 1219 | 1285 | 1260 |
|               | 1962 | 1968 | 1975 | 1982 | 1990 | 2008 | 2013 | 2015 | 2017 | 2018 |